# انتخابات ریاست‌جمهوری ایالات متحده آمریکا (۱۷۸۸–۱۷۸۹)
انتخابات ریاست‌جمهوری ایالات متحده آمریکا (۱۷۸۸–۱۷۸۹)، نخستین دوره انتخابات ریاست‌جمهوری ایالات متحده آمریکا پس از انقلاب آمریکا و استقلال آمریکا بود که از ۱۵ دسامبر ۱۷۸۸ تا ۱۰ ژانویه ۱۷۸۹ برگزار شد. جرج واشنگتن از سوی مردم باتفاق آرا یعنی با رای ۱۰۰٪ در کالج انتخاباتی پیروز شد و اولین رئیس‌جمهور ایالات متحده آمریکا لقب گرفت. جان آدامز هم به عنوان نخستین معاون رئیس‌جمهور ایالات متحده آمریکا انتخاب شد.

## نامزدهای انتخابات ریاست جمهوری آمریکا

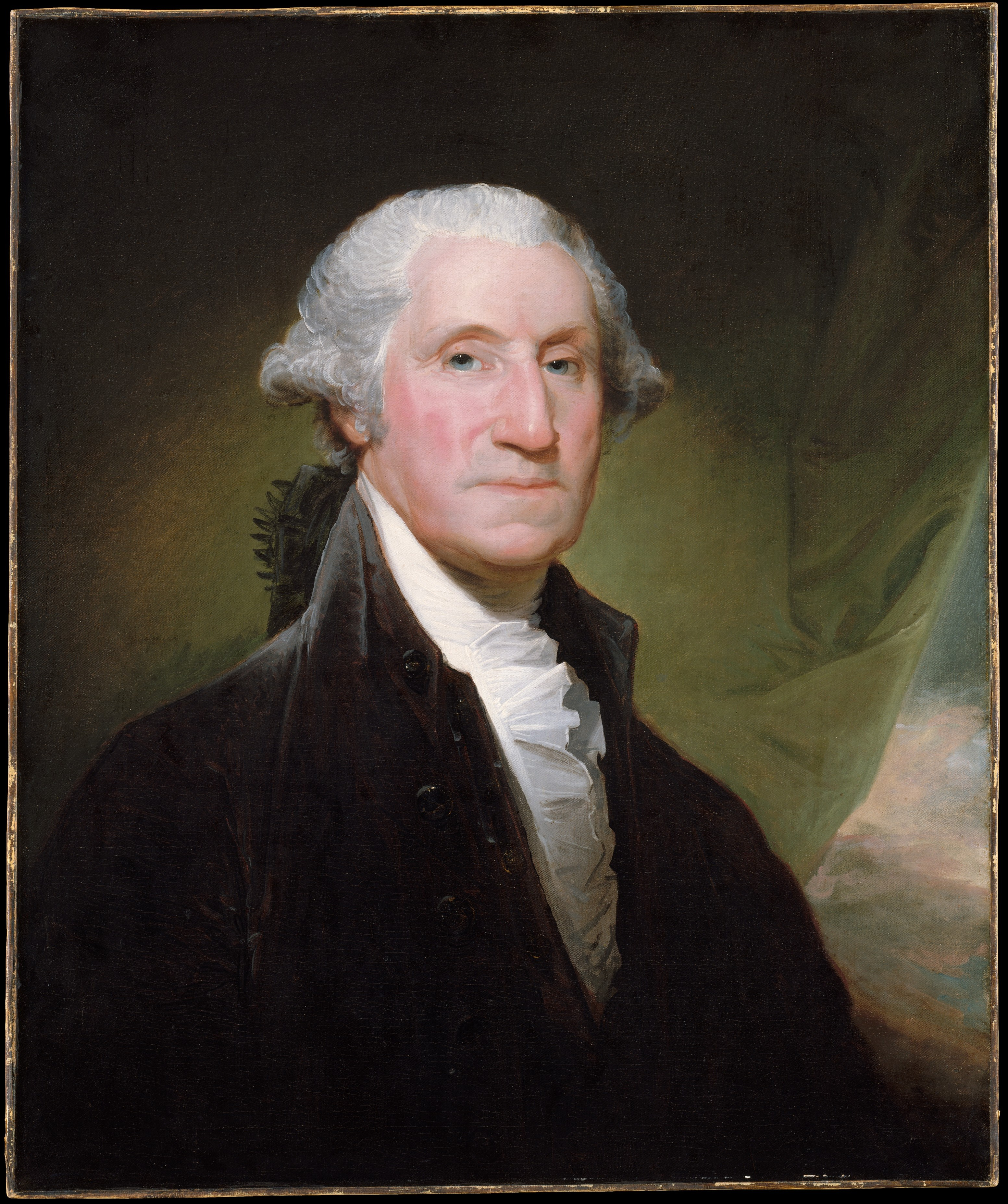
جرج واشنگتن
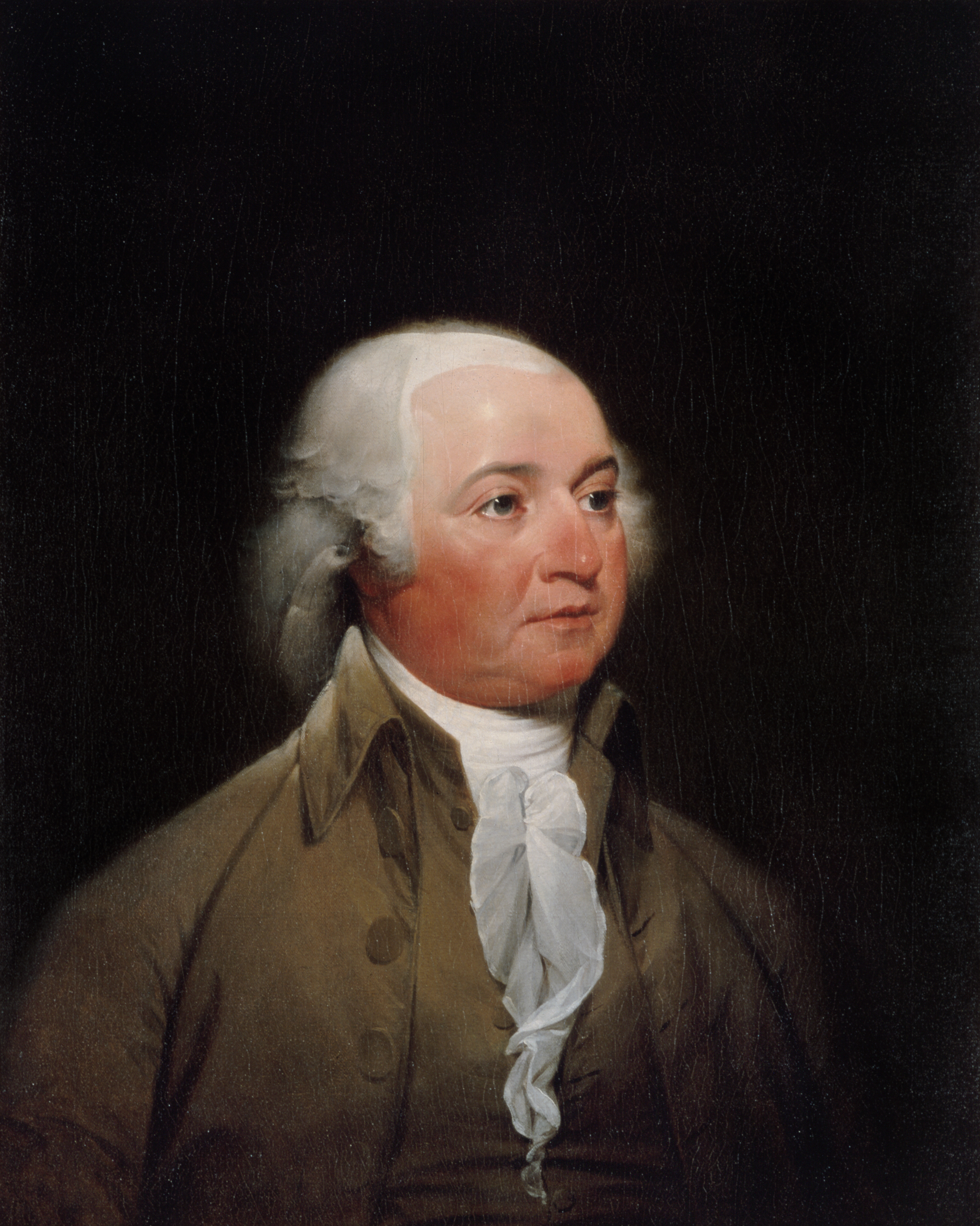
جان ادامز
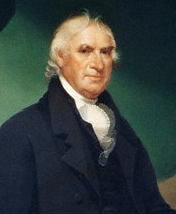
جرج کلینتون

- جان جی
- جان رالج
- جان هنکاک
- ساموئل هانتینگتون
- بنجامین لینکولن
- رابرت اچ. هریسون
- جان میلتون
- جیمز آرمسترانگ
- ادوارد تلفیر